# Dominic Imhof
Pour les articles homonymes, voir Imhof.
Dominic Imhof est un footballeur canadien, né le 28 juillet 1982 à Grande Prairie, Alberta.